# Penicillium melinii
Penicillium melinii är en svampart som beskrevs av Thom 1930. Penicillium melinii ingår i släktet Penicillium och familjen Trichocomaceae.   Inga underarter finns listade i Catalogue of Life.